# プリズム☆ま〜じカル 〜 PRISM Generations! 〜
『プリズム☆ま〜じカル PRISM Generations!』（プリズムま〜じカル プリズム ジェネレーションズ）は、2010年8月27日にぱじゃまソフトより発売されたアダルトゲーム。略称は「プリ☆まじ」。OVAも制作され、PCゲーム版「プロフェッショナルパッケージ」およびオフィシャル通販限定の「アルティメットパッケージ」に同梱された。
角川書店の『月刊コンプエース』にて湯浅眞による漫画版が連載され、2010年12月25日に単行本（全1巻）が発売された。
2010年12月29日発売の、後日談などが描かれた、ファンディスク『プリズム☆ま〜じカル 迷える子羊といけにえの山羊』についても本項にて扱う。

## 概要
メーカーの10周年作品であり過去作品のBGMを盛り込んだり、内容に反映させている。
3種のパッケージが用意され、安価な「プレミアムパッケージ」では8ビットにアレンジされたサントラCDが付属。「プロフェッショナルパッケージ」ではそれに加えOVAなど計10大特典が付属。オフィシャル通販限定の「アルティメットパッケージ」ではさらに加えて、過去のプリズムシリーズ（ファンディスクも含む）全12作品も付属した。
変身シーンはオールアニメーションを採用。オープニングもアニメであり、同じスタッフの手によって同梱のOVAが制作された。

### プリズム☆ま〜じカル 迷える子羊といけにえの山羊
『プリズム☆ま〜じカル』のミニミニファンディスク。コミックマーケット79およびオフィシャル通販での限定販売。動作環境にWindows 2000が追加された。『イブキ編』、『ユリ編』、『シオネ編』、『コブシ編』が用意されたほか、電撃HIME2010年6月号に収録された『修行とオフダと3人の関係』や、ボイスコンテンツとして『ユリのいけないお医者さんごっこ』を収録。

## ストーリー
小野寺ライカは少年ながら代々魔女っ娘の家系に生まれた宿命で父親から伝統を受け継いだ。男の子であることを周囲には隠し「謎の魔女っ娘軍団」を迎撃するために仲間とともに魔女っ娘へ変身し、日夜、戦闘を繰り広げる。
ライカは女装の秘密と、世界の平和を守り通そうと悪戦苦闘するのだった。

## 登場人物
PC版および同梱OVAのキャストは非公開。ドラマCD版のキャストについては#ドラマCDを参照。

### 7人の魔女っ娘
小野寺雷火（おのでら ライカ） / クリムゾンレッド
本作の主人公。凍仁からマージプリズムを受け継ぎ（男でありながら）魔女っ娘となってしまう。
御巫伊吹（みかなぎ イブキ） / ライジングアース
ライカの幼馴染で、保久良（ほくら）神社の巫女。神戸弁をしゃべる。
和知百合（わち ユリ） / フローズンアクア
ライカの幼馴染のくのいち。吹き矢を持つ。小野寺家に仕えており、メイドのような存在でもある。
プティフール・マリエッタ・フォン・ローゼンベルク（プティ、プチ姫） / ノーベルゴールド
留学生の貴族。バストがあり、イブキたちを「Aカップ庶民」と呼ぶ。
神子畑桜（みこばた サクラ） / シンフォニー･ザ・コバルト
ライカたちの担任の先生。プチ姫以上のバストを持つ。
夜久野朋樹（やくの トモキ） / スナイパー・ザ・バイオレット
先輩の魔女っ娘。男装してクラスの優等生を演じており、サクラと共にライカたちを見守っている。
明延紫緒音（あけのべ シオネ） / サンクチュアリクロス
学園のシスター。目が見えないのに元気な性格であるため、ドジっ娘となってしまっている。
公式サイトの発売前人気投票で1位（発売後2位）となり、彼女の壁紙が公開された。

### マジカル親父（イミテイト）
小野寺凍仁（おのでら トウジン） / 先代クリムゾンレッド / エターナルフォトン
ライカの父であり、学園の理事長。夜な夜な現れては女装コスプレで暴れまわる、スネ毛の変態オヤジだったが、その力をライカに託す。
ハロルド・ブラックバーン・フォン・ローゼンベルク（ハーリー） / 先代ノーベルゴールド / イミテイトゼロ
プチ姫の父で、凍仁のライバルの女装オヤジ。プチ姫にマージプリズムを譲るが、マージプリズムのイミテーション（偽物）を作り出して再び女装オヤジに変身し、イミテイトを名乗る。
マイケル・デ・ラ・カンプ（マイケル） / イミテイトα
ハロルドの部下でプチ姫のボディーガード2人組の1人。白人。
ボブ・デ・ラランデ（ボブ） / イミテイトβ
ハロルドの部下でプチ姫のボディーガード2人組の1人。黒人。

### その他
フーカ
記憶喪失の幽霊少女。1stオープニングムービーの冒頭で最初に登場するヒロインでもある。
公式サイトの発売後人気投票で1位となり、彼女の壁紙が公開された。
八鹿竹雄（ようか タケオ）
ライカのクラスメートで、魔女っ娘好きのカメラ小僧。
御巫辛夷（みかなぎ コブシ）
イブキの母で凍仁の長年の親友。ファンディスクではヒロインの1人に抜擢され、個別ストーリーが用意された｡

## スタッフ
- 原画：大野哲也、たにはらなつき、キムラダイスケ、杏奈月
- シナリオ：亜古らいと、雨野智晴、林ふみと
- 音楽：I've Sound

### 主題歌
- 1stオープニングテーマ｢プリズム☆ま～じカル｣

歌：凜
- 2ndオープニングテーマ｢魔女っ娘つるぺた☆ま～じカル｣

歌：桃井はるこ
- クライマックス オープニングテーマ｢幻想の宝石｣

歌：KOTOKO
- エンディングテーマ｢呪文はプリ☆まじ｣

歌：榊原ゆい
- 2ndエンディングテーマ｢prismatic fate｣

歌：fripSide
- 3rdエンディングテーマ｢Crystal Moon｣

歌：いとうかなこ

## アニメ

### OVA
『まじかる☆ハイクオリティアニメ』は、「プロフェッショナルパッケージ」および「アルティメットパッケージ」に同梱されたOVA。ゲームの1stオープニングムービーを手がけたスタッフによる制作で、OVAのオープニングも本編の1stオープニングムービーとほぼ同じものが使われている。
あらすじ
ユリの実家の温泉地に招待されたイブキとプチ姫。それを盗撮しに来たタケオはボブとマイケルに撃退されるが、止めに入ったライカが侵入のお仕置きとしてプチ姫に三助を強制させられる。そんな折、謎の魔女っ娘と思しき反応が感知され、ライカたち3人とプチ姫はそれぞれ魔女っ娘に変身して現場に向かう。しかしそこにいたのはイミテイトに変身して小競り合いをしていた2人の女装オヤジ、凍仁とハロルドだった。身内の恥拭いという目的の一致したプチ姫とライカたちは、一時共闘することになった。

## 関連商品

### コミックス
プリズム☆ま〜じカル
作者：湯浅眞／発行：角川コミックス・エース／発売日：2010年12月25日
マジキュー4コマ プリズム☆まーじカル
全2巻、マジキューコミックス編集部／発行：マジキューコミックス
第1巻：2010年9月25日／第2巻：2010年10月25日発売

### テーマソングCD
プリズム☆ま〜じカル/呪文はプリ☆まじ
発売日：2010年2月26日／品番：PAM-0081
- - 全作詞・作曲：SHU-Mei／全編曲：高柳たかし

1. プリズム☆ま〜じカル
  - 歌：凜
2. 呪文はプリ☆まじ
  - 歌：榊原ゆい
3. プリズム☆ま〜じカル（インストゥルメンタル）
4. 呪文はプリ☆まじ（インストゥルメンタル）

### キャラクターソング
- プリズム☆ま〜じカル キャラクターソング 御巫伊吹（発売日：2010年3月26日／品番：PAM-0095）

「endurance regret」
- プリズム☆ま〜じカル キャラクターソング 和知百合（発売日：2010年3月26日／品番：PAM-0096）

「秘密、恋心、忍ばせて」
- プリズム☆ま〜じカル キャラクターソング プチ姫（発売日：2010年4月30日／品番：PAM-0097）

「サニープレイス」
- プリズム☆ま〜じカル キャラクターソング 小野寺雷火（発売日：2010年4月30日／品番：PAM-0098）

「ひとつのプリズム」

### サウンドトラック
プリズム☆ま〜じカル サウンドトラック+
発売日：2011年4月28日／品番：PAM-0126

### ボーカルコレクション
| #  | 曲名                         | 曲製作      | 歌                     | 作詞       | 作曲                   |
| -- | ---------------------------- | ----------- | ---------------------- | ---------- | ---------------------- |
| 1  | プリズム☆ま〜じカル          | SHU-Mei     | 凜                     | SHU-Mei    | SHU-Mei                |
| 2  | 呪文はプリ☆まじ              | SHU-Mei     | 榊原ゆい               | 杏奈月     | SHU-Mei                |
| 3  | 魔女っ娘つるぺた☆ま〜じカル! | イオシス    | 桃井はるこ             | 夕野ヨシミ | ARM                    |
| 4  | prismatic fate               | fripSide    | 南條愛乃               | 八木沼悟志 | 八木沼悟志             |
| 5  | 幻想の宝石                   | I've sound  | KOTOKO                 | KOTOKO     | C.G mix                |
| 6  | Crystal Moon                 | ZIZZ STUDIO | いとうかなこ           | 姉馳いこ   | 大山曜                 |
| 7  | endurance regret             | 岩野道拓    | 御巫伊吹（榊原ゆい）   | 山下慎一狼 | 岩野道拓               |
| 8  | 秘密、恋心、忍ばせて         | イオシス    | 和知百合（田村ゆみ）   | 夕野ヨシミ | ぼいど                 |
| 9  | サニープレイス               | sumiisan    | プチ姫（生天目仁美）   | 幡野京子   | sumiisan               |
| 10 | ひとつのプリズム             | sumiisan    | 小野寺雷火（今井麻美） | 結月そら   | OdiakeS                |
| 11 | Ave Maria                    | 平林征児    | 明延紫緒音（福圓美里） | 新堂真弓   | フランツ・シューベルト |

### ドラマCD
プリズム☆ま〜じカル まじかる☆ドラマCD
発売日：2010年8月27日／品番： (ASIN: B0039RHOGE)
キャスト
- ライカ - 今井麻美
- イブキ - 榊原ゆい
- ユリ - 田村ゆみ
- プチ姫 - 生天目仁美
- トモキ - 浅川悠
- フーカ - 藤村歩
- シオネ - 福圓美里
- サクラ - こやまきみこ
- まつ - 小倉結衣
- ウメ - 水霧けいと
- ダゼ - 長谷川明子
- 凍仁 - 一条和矢
- ハロルド - 岡野浩介
- タケオ - 白石稔